# CoRoT-8b
CoRoT-8b là một ngoại hành tinh quay quanh ngôi sao CoRoT-8 trong chòm sao Thiên Ưng. Mới được phát hiện năm 2010 bằng phương pháp quá cảnh. Khối lượng là gấp 0.2158 lần Khối lượng Sao Mộc. Nhiệt độ ở đây giao động là 783°K đó là ngoại hành tinh Sao Mộc nóng. Khoảng cách từ CoRoT-8 đến hành tinh này là 0.063 AU gần hơn khoảng cách từ Mặt Trời đến Sao Thủy là mức 0.4 AU. Nếu đặt tính chu kì tự quay, phải mất 6.21229 ngày so với Sao Thủy là phải mất 88 ngày.